# Call Me Burroughs
| Recensione    | Giudizio |
| ------------- | -------- |
| AllMusic      | [ 1 ]    |
| Starpulse.com | [ 2 ]    |

Call Me Burroughs è un album della Beat Generation il cui autore è William S. Burroughs, pubblicato sotto licenza di The English Bookshop,  nel giugno 1965, e negli USA dalla ESP-Disk di New York, nel 1966.
Rhino Word Beat pubblicò nuovamente l'album su supporto CD nel 1995.
Tutti i brani provenivano da letture dei romanzi di Burroughs Pasto nudo, La macchina morbida, e Nova Express.

## Produzione
Secondo Barry Miles Burroughs era convinto che l'idea di registrare Call Me Burroughs fosse stata di Gaît Frogé, allora proprietario dell'English Bookshop, dove effettivamente venne registrato l'album.
Frogé a sua volta pubblico 1'000 copie dell'album, che fu per molto tempo l'unico album di Burroughs in circolazione.

## Tracce
1. Bradley the Buyer – 6:24
2. Meeting of International Conference of Technological Psychiatry – 4:56
3. The Fish Poison Con – 6:59
4. Thing Police Keep All Board Room Reports – 1:25
5. Mr. Bradley Mr. Martin Hear Us Through the Hole in Thin Air – 4:16
6. Where You Belong – 6:38
7. Inflexible Authority – 10:45
8. Uranian Willy – 1:59

## Musicisti
- William Burroughs – voce
- Harriet Crowther – foto di copertina
- Rachel Gutek – disegni
- Tient Louw – disegni della copertina
- Ian Sommerville – parte tecnica
- Jean-Jacques Lebel – note di copertina
- Emmett Williams – note di copertina
- Tony Balch – fotografie
- Brion Gysin – fotografie

Re-release
- Barry Alfonso – note di copertina
- James Austin – supervisione alla riemissione
- Bob Fisher/Digital Domain – remastering
- James Grauerholz – supervisione alla riemissione, fotografie
- Barry Miles – note di copertina
- Gary Peterson – assistenza riemissione
- Coco Shinomiya – direzione artistica riemissione
- Joseph Zinnato – fotografie